# 約瑟夫·奧古斯都·扎雷利
约瑟夫·奥古斯都·扎雷利（Joseph Augustus Zarelli，1953年1月13日—1957年2月）身分未明時暱稱箱中男孩（Boy in the Box），是一名死亡時年約3到7歲的謀殺案受害者，其屍體於1957年2月25日在美國賓夕法尼亞州費城的福克斯切斯社區被人發現。根據屍體的外觀研判，死者生前曾遭受猛烈的毆打；屍體遭人尋獲時全身赤裸，且裝在一只紙箱中，因而得名。男孩有時也被稱為「America's Unknown Child」（意為美國的不明兒童）。

## 發現遺體

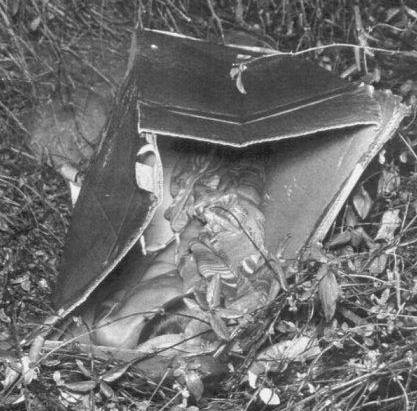
遺體被發現的現場

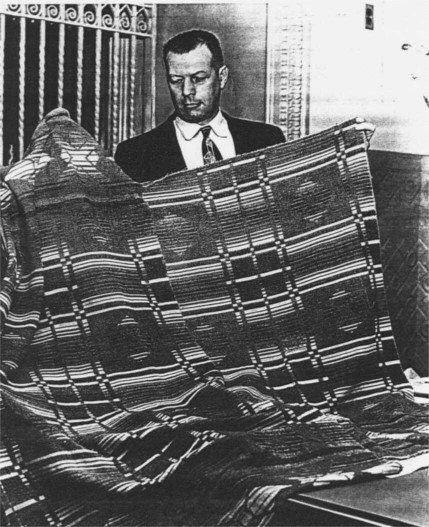
包裹遗体的毛毯

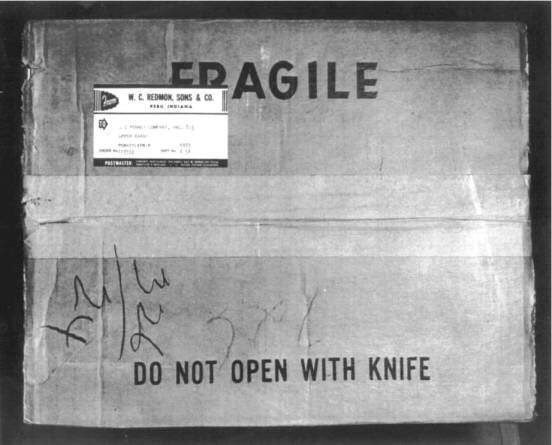
发现遗体的箱子细节

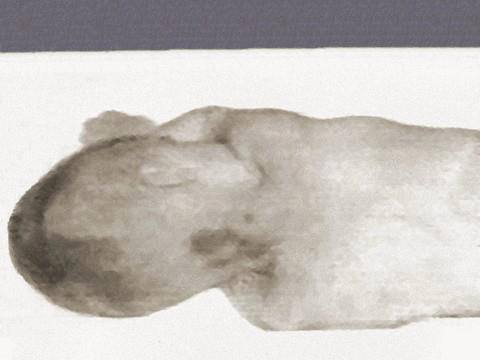
尸体背面照片

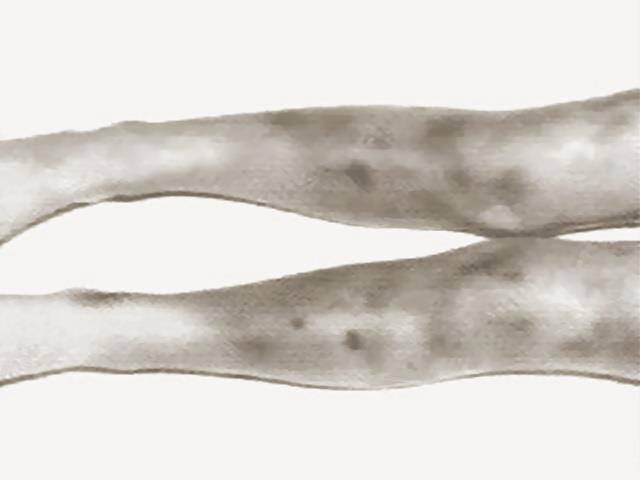
尸体腿部有明显瘀斑

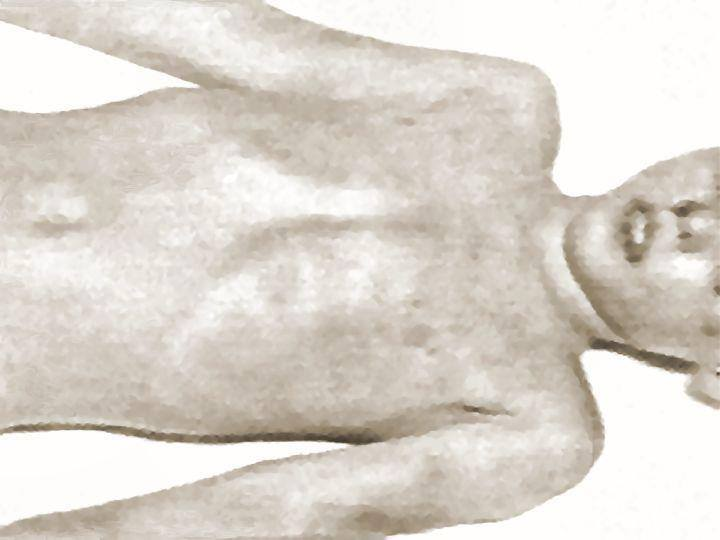
尸体躯干照，有明显的營養不良症状和疤痕

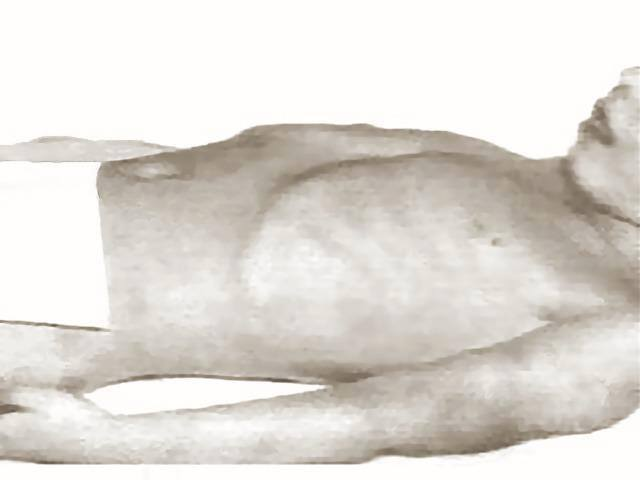
躯干侧面

1957年2月，一具包裹著格子花呢毛毯的男童遺體在費城福克斯切斯社區薩斯奎哈納路（Susquehanna Road）旁的樹林中被發現。遺體全身赤裸，且被裝在一個傑西潘尼出售的搖籃的外包裝紙箱中。男童的頭髮曾被剪短，不過由於剪去的頭髮黏附在身體上，因此推論可能是男孩死後才遭剪去。男孩的遺體表現出嚴重營養不良的癥狀，同時腳踝與鼠蹊部亦有動過手術的痕跡；下巴則有一道L形疤痕。
首先發現遺體的是一位前往樹林中檢查捕麝鼠陷阱的年輕男子。然而，由於害怕警方會沒收他的陷阱，該名男子因此未向警方報案。幾天後，一名路過該地的大學生偶然瞥見一隻兔子跑向樹林中的草叢裡，並認為該地區應該設有動物陷阱，他因此下車察看，隨後便發現了男童遺體。雖然這位大學生同樣不願意與警方有所聯繫，但他仍於翌日將發現遺體一事報告當局。

## 調查
警方接獲報案後隨即於1957年2月26日展開調查。警方採集了男童的指紋，且認為短時間內就能辨識出男童身份。然而，沒有任何人前來指認男童。
這起案件引起費城與德拉瓦谷地區大量媒體的高度關注。《費城詢問報》印製了四十萬份關於男童的傳單，並在該地區大量發送。案發現場亦由270位警校新生多次來回檢視，隨後亦發現了一頂兒童的藍色鴨舌帽、一條兒童圍巾與一塊手帕；不過這些線索均對案情毫無幫助。警方甚至對外發佈了男孩穿著整齊的坐姿相片，以尋求新線索。儘管有著高知名度與關注度，男孩的真實身分仍然不明。
2016年3月21日，國家失蹤及被剝削兒童保護中心公佈了男孩的樣貌重建圖，並將男孩列入資料庫中。

## 猜測理論
該案件衍生出了許多猜測與理論。雖然多數理論均被排除，但有兩項理論被警方與媒體廣泛接受，警方亦曾循該方向偵辦案件。

### 寄養家庭

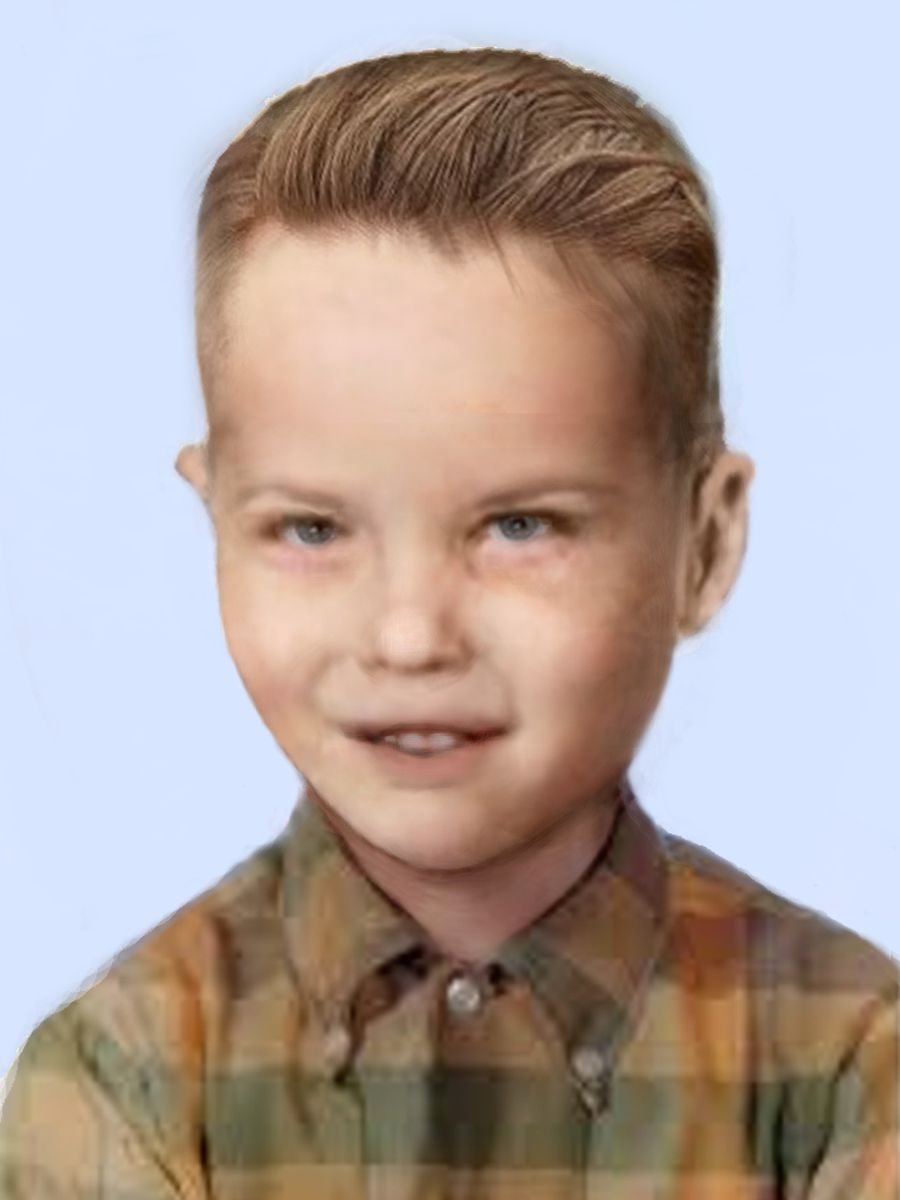
法醫樣貌重建圖重建出男孩生前可能的長相。

這項理論涉及一個距離遺體尋獲現場1.5英里的寄養家庭。
一位名為雷明頓·布里斯托（Remington Bristow）的醫學檢驗官辦公室職員持續追查此案，直到他於1993年逝世為止。1960年，布里斯托接洽了一位紐澤西州的靈媒；後者指示他前去調查某間寄養家庭的房子。隨後，這位靈媒親自帶領布里斯托前往該寄養家庭。
在參與該寄養家庭所舉辦的一次不動產銷售聚會中，布里斯托偶然發現一只類似於傑西潘尼出售的搖籃。他同時發現數條與男童遺體上包裹的相同毛毯。布里斯托認為箱中男孩即是寄養家庭男主人繼女的兒子，而兩人很可能共棄置了男童的屍體，以免繼女作為單親媽媽的名聲外流。他同時認為男孩的死是個意外。
僅管存在著諸多間接證據，警方仍無法查獲任何箱中男孩與寄養家庭有任何關聯的關鍵事證。
1998年，負責調查此案的費城警察警督湯姆·奧格斯汀（Tom Augustine）與數名維多克協會（由退休員警與罪犯側寫專家所組成的組織）成員共同訪問了寄養家庭的男主人與其繼女（兩者當時已結婚）。該訪談結果最終確認寄養家庭並未涉入此案，對該家庭的調查亦隨之中止。稍後的一份基因檢測結果顯示那位繼女並不是男孩的母親。

### 「M」女子
另一項理論則是於2002年由一位不願具名、僅自稱為「M」的女子所提出的。警方在聽取「M」女子的說法後認為其十分合理，極可能為真，但卻因為該女子先前曾有精神疾病的病史而對其證詞的可信度存疑。不過，稍後「M」女子的鄰居在接受訪問時卻否認了前者的說法，並稱其證詞為「無稽之談」。
「M」女子宣稱她具有虐待傾向的母親於1954年夏天向男童的親生父母「購買」了男童（其名為喬納森／Jonathan）。男童在接下來的兩年半中持續受到嚴重的肢體與性虐待。某次男童不慎嘔吐在浴缸內，「M」女子的母親因而暴怒，並將男童舉起重摔至地板上，造成男童當場死亡。「M」女子的母親接著剪去男童的長髮（符合警方在初步調查中判定剪髮者並非專業）。男童的遺體接著被棄置於福克斯切斯地區。
「M」女子繼續說道當時她們母女兩人正準備將男童的遺體自汽車的後車廂搬出，一名男性機車騎士經過汽車後停下並詢問她們是否需要幫助。兩位女子刻意忽視男子的好意，同時小心翼翼地遮住汽車車牌以免被發現。男子最終逕自離去。這項說法符合1957年一位男性目擊證人的證詞；該目擊者表示遺體被放置於一只先前已被棄置在現場的紙箱內。

### 其他猜測

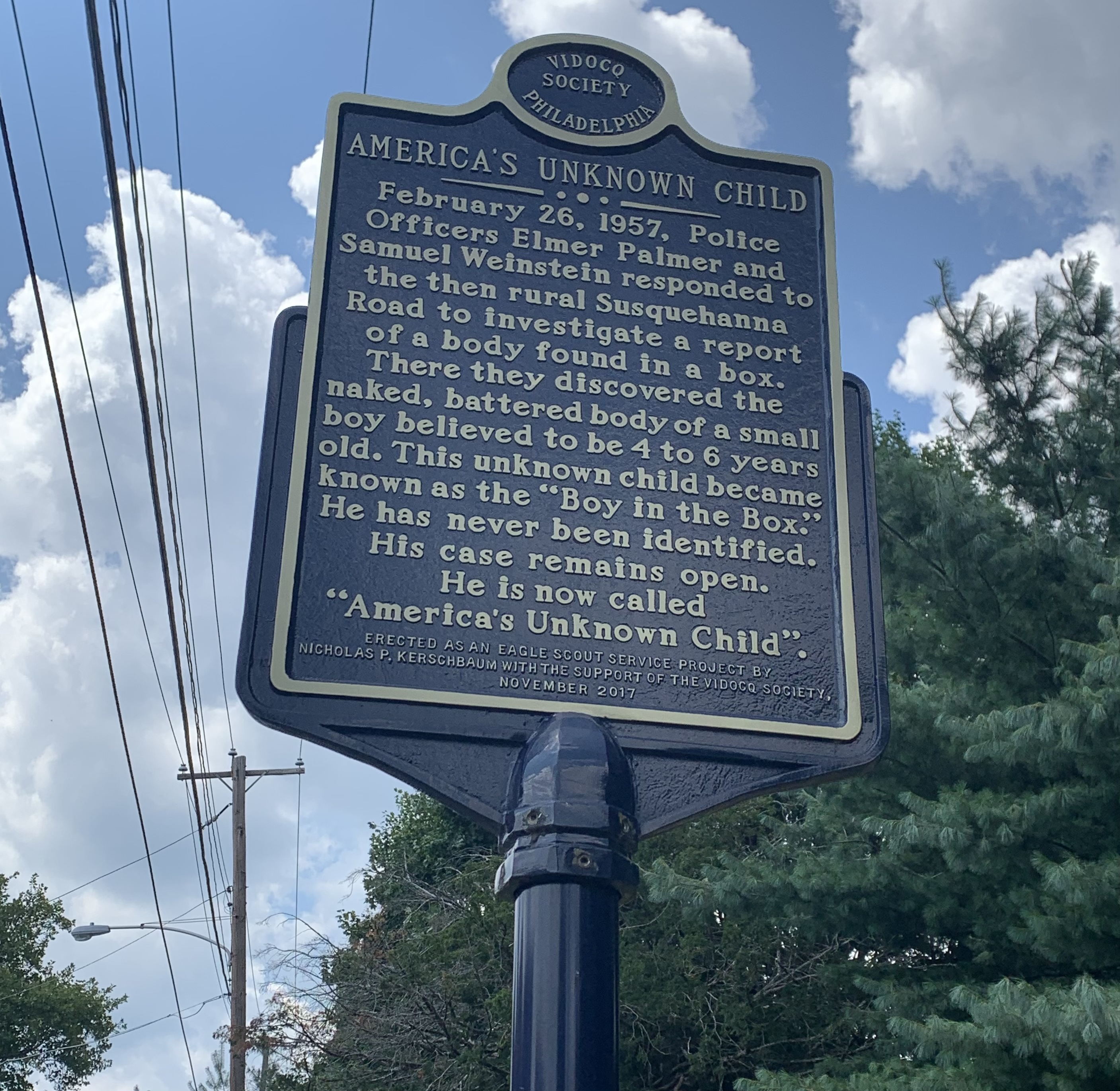
扎雷利尸体发现处的纪念牌，设立于2017年11月，即身份被确认的五年前

法醫作家法蘭克·班德提出一套理論，認為箱中男孩可能在生前被當作女孩來撫養。班德認為男孩生前留的是長髮，且眉毛亦有修飾過的痕跡；這都是有力的論證。班德稍後更公佈了男孩留著長髮的素描圖。
2016年是尋獲箱中男孩遺體的59週年；來自洛杉磯的作家吉姆·霍夫曼（Jim Hoffmann）與來自纽约的作家路易斯·羅曼諾（Louis Romano）共同表示兩人正在追查一個位於田納西州曼菲斯的家庭，並表示該家庭可能與箱中男孩有關；兩人亦試圖取得該家庭成員的DNA樣本。這條線索起初是由一位費城男子（該男子介紹霍夫曼與羅曼諾兩人認識）發現的，隨後在霍夫曼的協助之下，男子於2013年上半年向費城警方與維多克協會提出了他的理論。2013年12月，羅曼諾注意到該線索，並同意協助費城男子與霍夫曼取得該家庭成員的DNA樣本；樣本於2014年1月取得，並隨即送交費城警方。調查當局保證他們會進一步調查這項線索，但同時表示他們必須先找出曼菲斯家庭與本案的關聯性後才會進行DNA比對。

## 葬禮

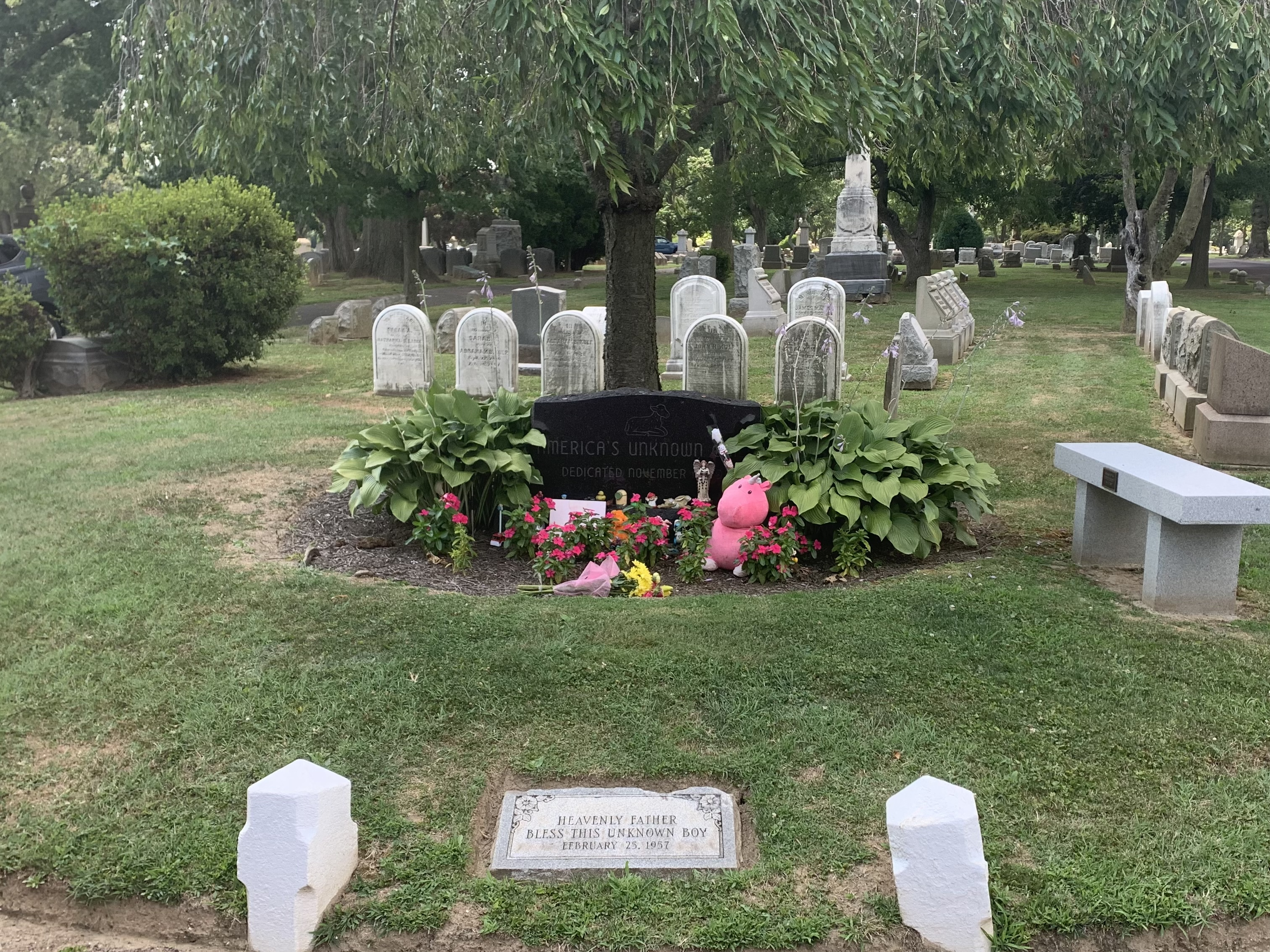
扎雷利位于常春藤山公墓的墓地

箱中男孩最初葬於無名塚內。1998年和2019年，男孩的遺體被取出以採集DNA樣本。男孩隨後於希達布魯克的常春藤山公墓（Ivy Hill Cemetery）再次下葬。葬禮所需的棺材、墓碑與服務等均由1957年埋葬男孩的男子之子捐贈。男童的第二次葬禮獲得大量媒體與社會大眾關注。其墓碑上寫著「America's Unknown Child.」。當地居民至今仍持續在男孩的墓碑前擺放各式花束與填充玩具。
2023年1月13日，即扎雷利诞辰70周年之日，镌刻有他真实姓名和照片的的新墓碑在费城常春藤山公墓揭幕。

## 身份确认
2022年11月30日，費城警察局宣布他們已經通過基因檢測和家譜鑑定了這名兒童的身份，消息來源稱，他是賓夕法尼亞州特拉華縣一個顯赫家庭的孩子，名叫约瑟夫·奥古斯都·扎雷利，他的父母均已离世，但有其他手足在世且就住在费城。當局表示，調查將利用這一新資訊繼續搜尋嫌疑人。警方在新闻发布会上表示，这名男孩住在61街和市场街地区。费城警方凶杀案组组长杰森·史密斯说：“我不知道邻居们知道什么或不知道什么，这个孩子确实活过了四岁，所以会有人看到这个孩子，也许是另一个没有站出来的家庭成员，也可能是一个邻居记得那个孩子，并且记得在那个特定家庭发生的任何事情。”12月9日，费城警察局局长凯文·贝瑟尔（Kevin J. Bethel）在个人推特上发布了扎雷利的复原照片，并表示费城警方将永远不会停止寻找真相，将为提供案件有效线索的人提供2万美元奖励。
2023年1月16日，NBC费城台WCAU（第10频道）报导，扎雷利的生身父母是一对生活在64街和卡洛维尔的夫妇，但不知道扎雷利在那里生活的时间是否足够长到能让邻居们发现他的存在。同月19日，《費城詢問報》披露，扎雷利的生身父母分别是时年27岁的泥瓦匠，在费城出生的意大利移民奥古斯都·约翰·“古斯”·扎雷利（Augustus John “Gus” Zarelli）和时年22岁的西费城某剧院收银员玛丽·伊丽莎白·“贝茜”·阿贝尔（Mary Elizabeth “Betsy” Abel）。二人从未结婚，目前尚不清楚二人是如何认识的，也不清楚男方是否知道女方怀孕一事，也就意味着他可能并不知道约瑟夫这个儿子的存在。奥古斯都1958年与阿尔巴尼亚裔女子辛西娅·帕什科（Cynthia C. Pashko, 1931-2018）结婚，育有六名子女（两名在出生当日夭折），2014年去世，享年87岁。玛丽在认识奥古斯都之前曾与其他男性生下一个女儿，被教会收养，后来与她的上司，剧院经理大约翰·约瑟夫·普伦凯特（John Joseph Plunkett Sr., 1926-1989）结婚，育有四名子女（一名出生当日夭折，一名于2018年去世），1991年因肺癌去世，享年59岁。根据玛丽家人的描述，她的相貌出众，在生下儿子约瑟夫后不久就将孩子送往一家天主教会的机构收养，他们不认为玛丽与约瑟夫的死有任何关系，尚不清楚约瑟夫的死与该机构是否有关。事情披露后，奥古斯都·扎雷利的子女们（即约瑟夫同父异母的弟弟妹妹们）在社交媒体上遭受了网络暴力，他们对这位素未谋面的兄长的不幸离世表示痛心。根据《费城询问报》的说法，奥古斯都·扎雷利的一个侄女（或外甥女，即约瑟夫的堂姐妹或表姐妹）提供的DNA与约瑟夫的DNA相匹配，由此打开了认亲的突破口。

## 大眾文化
- 電視節目《美國通緝要犯（英语：America's Most Wanted）》：1998年10月3日與2008年7月12日播出的節目
- 电视剧《鐵證懸案》第一季（英语：Cold Case season 1）第14集《箱中男孩》以本案为基础，2004年2月15日播出，剧中受害者设定为6岁，是一名被政府找来用作放射性物质实验品的孤儿，地点和抛尸现场基本一致。
- 电视剧《CSI犯罪現場》
- 电视剧《法律與秩序：特殊受害者》第七季（英语：Law & Order: Special Victims Unit season 7）第7集《名字》以本案为基础，2005年11月8日播出，故事设定在1978年，受害者被枪杀身亡。
- 播客《My Favorite Murder（英语：My Favorite Murder）》2023年1月19日第362期的讨论内容为箱中男孩案[22]。